# Toby Cohn
Toby Cohn (geboren 26. Dezember 1866 in Breslau; gestorben 22. August 1929 in Berlin) war ein deutscher Neurologe und Psychiater.

## Leben

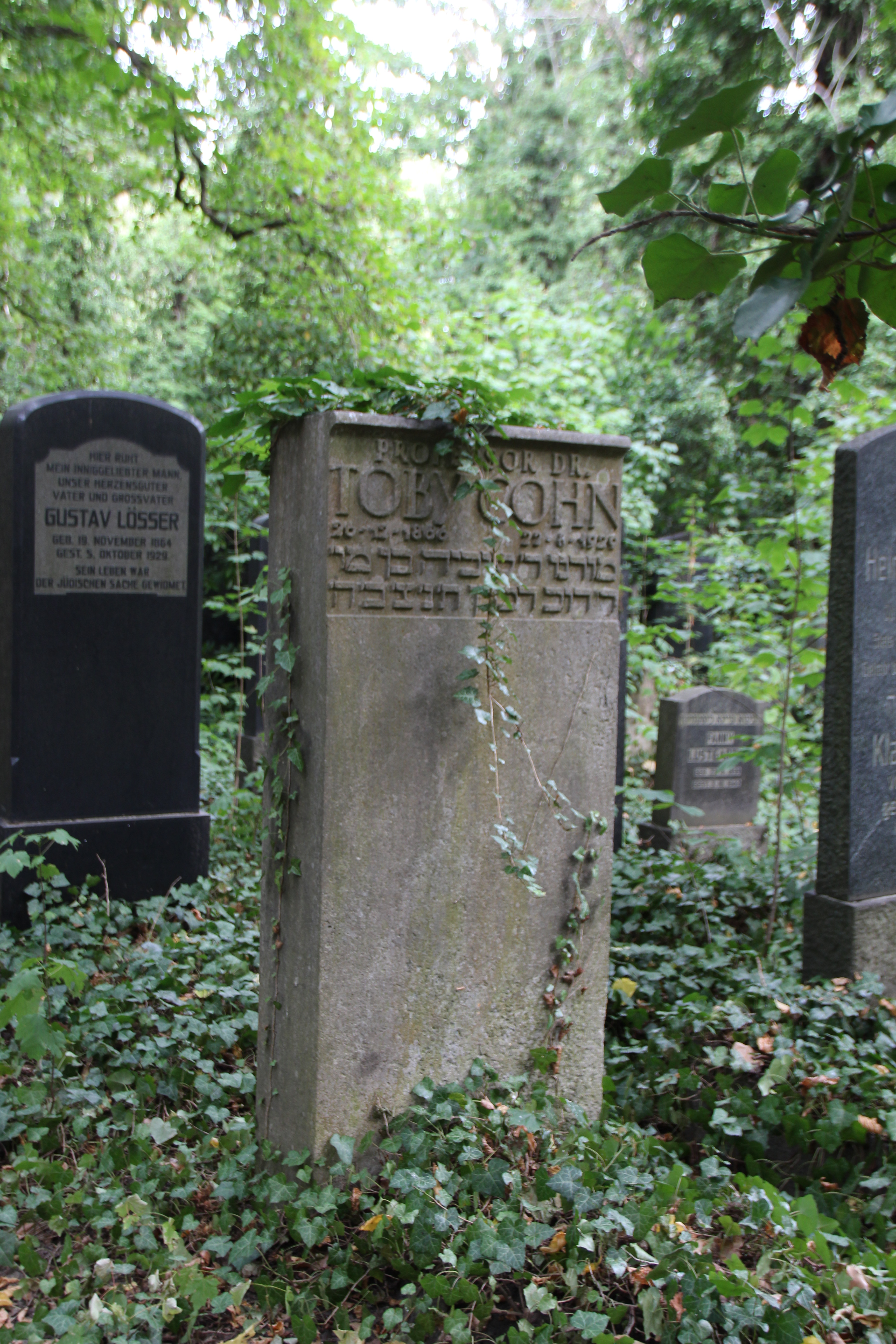
Grab von Toby Cohn auf dem Jüdischen Friedhof Berlin-Weißensee

Der Sohn des jüdischen Kaufmanns Bernhard Cohn (1840–1914) und seiner Frau Rosalie, geb. Cutmacher, besuchte bis 1885 das Elisabeth-Gymnasium (Elisabethan) in Breslau. Danach studierte er an der Universität Breslau u. a. bei Carl Wernicke, später an der Universität Freiburg. 1891 wurde er promoviert. Zuerst arbeitete er als Assistent von Wernicke an der Königlichen Universitäts-Klinik für Nervenkranke in Breslau, seit 1893 an der Privatpoliklinik von Emanuel Mendel in Berlin. Dort war er auch als Neurologe tätig. Cohn gehörte dem Gemeinderat der jüdischen Gemeinde Berlins an. In den Jahren 1923 bis 1926 gehörte er als Vertreter der Konservativen Richtung dem Gemeindevorstand als stellvertretendes Mitglied an.
Cohn war mit Gertrud Sokolowski verheiratet.
Zu seinen über fünfzig wissenschaftlichen Veröffentlichungen gehört das Lehrwerk zur Elektrotherapie Leitfaden der Elektrodiagnostik und Elektrotherapie für Praktiker und Studierende, das in sieben Auflagen und mehreren Übersetzungen erschien.
Postum erschienen seine Psalmen-Übersetzungen: Psalmen und Gebete in der Übersetzung aus dem Hebräischen.

## Publikationen
- Histologisches und Physiologisches über die großen Gallenwege und die Leber. Aus dem physiologischen Institut der Universität zu Breslau. Inaugural-Dissertation. Leopold Freund, Breslau 1892.
- Klinischer Beitrag zur Kenntniss des Faserverlaufs im verlängerten Mark. In: Berliner klinische Wochenschrift. 30 (33), 1893, S. 800–802.
- Zur Symptomatologie der Gesichtslähmung. In: Neurologisches Centralblatt. 15, 1896, S. 972–977.
- Über Myasthenia pseudoparalytica gravis. In: Deutsche Medizinische Wochenschrift. 23 (49), 1897, S. 785–789.
- Facialis-Tic als Beschäftigungsneurose (Uhrmacher-Tic). In: Neurologisches Centralblatt. 16, 1897, S. 21–24.
- Die mechanische Behandlung der Beschäftigungsneurosen. In: Deutsche Medizinalzeitung. 18, 1897, S. 39–41.
- Fall von Facialistic als Beschäftigungsneurose bei einem Uhrmacher. In: Archiv für Psychiatrie. 30, 1898, S. 993.
- Symptomatologisches und Forensisches über einen Fall von Stirnhirntumor. In: Monatsschrift für  Unfallheilkunde. 5 (1), 1898, S. 1–8.
- Leitfaden der Electrodiagnostik und Electrotherapie. Für Praktiker und Studierende. Mit einem Vorwort von E. Mendel. 1. Auflage. S. Karger, Berlin 1899.
- Leitfaden der Elektrodiagnostik und Elektrotherapie für Praktiker und Studierende. 3., durchges. Aufl. Karger, Berlin 1906.
- Therapeutische Versuche mit Wechselströmen hoher Frequenz und Spannung (Tesla-Strömen). In: Berliner klinische Wochenschrift. 34, 1900, S. 753.
- A. Loewy, T. Cohn: Über die Wirkung der Teslaströme auf den Stoffwechsel. Berliner klinische Wochenschrift. 37, 1900, S. 751–753.
- Die Neurosen in der Kassenpraxis; Bemerkungen über Krankenscheinausfüllung und Fragenbeantwortung bei functionellen Nervenkrankheiten. In: Med. Reform. 10, 1902, S. 241–245.
- Therapeutische Versuche mit Elektromagneten. Vortrag, gehalten in der Berliner medicin. Gesellschaft am 23. März 1904. In: Berliner klinische Wochenschrift. 15, 1904.
- Die palpablen Gebilde des normalen menschlichen Körpers und deren methodische Palpation. S. Karger, Berlin 1905
- Was wissen wir von spezifischen Heilwirkungen der Elektrotherapie bei inneren und Nerven-Krankheiten? In: Therapie der Gegenwart. 1906.
- Fall von ungewöhnlicher Sprachstörung. In: Berliner klinische Wochenschrift. 44, 1907, S. 59.
- Muskelatrophien. In: Wichtigsten Nervenkrankheiten in Einzeldarstellungen für den praktischen Arzt. Band 1, H. 10., Konegen, Leipzig 1910.
- Die mechanische Behandlung der Nervenkrankheiten (Massage, Gymnastik, Uebungstherapie, Sport). J. Springer, Berlin 1913.
- Nervenkrankheiten bei Juden. In: Zeitschrift für Demographie und Statistik der Juden. 3. Jg., Heft 1–3, 1926, S. 71–86.
- mit Isakowitz: Kontrakturen paretischer Augenmuskeln. In: Deutsche Medizinische Wochenschrift. 52 (35), 1926, S. 1473–1475.
- Die peripherischen Lähmungen: Diagnostik, Untersuchungstechnik, Prognostik und Therapie. Urban & Schwarzenberg, Berlin/ Wien 1927.
- Psalmen und Gebete in der Uebersetzung aus dem Hebräischen. Fritz Cohn, Berlin, August 1930. (Privatdruck)